# Dynorphine
Dynorphine sind eine Gruppe von endogenen Peptiden aus der Klasse der Opioidpeptide.
Es handelt sich um vom Körper selbst produzierte Opioide. Sie spielen beim Schmerzempfinden eine wichtige Rolle. Die beiden anderen Familien der Opioidpeptide sind die Endorphine und die Enkephaline.

## Entdeckung und Struktur
Die Dynorphine wurden Mitte der 1970er Jahre von Avram Goldstein erstmals entdeckt. Es handelt sich um Oligopeptide. Zu den Dynorphinen werden gerechnet:
- Dynorphin A (C75H126N24O15 1603,9 Da)
- Dynorphin B (C74H115N21O17 1570,8 Da)
- alpha-Neoendorphin
- beta-Neoendorphin
- Big Dynorphin (die Peptidsequenz besteht aus Dynorphin A und Dynorphin B)[2]

## Funktionsweise
siehe Hauptartikel Opioidrezeptor
Der Rezeptor für die Dynorphine sind die κ1-Opioidrezeptoren, die zur Gruppe der G-Protein-gekoppelten Rezeptoren gehören. Verschiedene Nervenzellen produzieren die Dynorphine, beispielsweise im Rückenmark, im Hypothalamus und im Hippocampus. Die Dynorphine bewirken unter anderem ein Ausschalten der Schmerzen (Analgesie) und eine Beruhigung (Sedierung). In einigen Fällen kann auch eine depressive Stimmung (Dysphorie) auftreten. Die Dynorphine sind Antagonisten des Kokains, das eine eher euphorisierende Wirkung aufweist.

## Genetik
Die Dynorphine werden alle von einem Gen Prodynorphin (PDYN) kodiert. Es liegt beim Menschen auf Chromosom 20, Genlocus p12.2.